# Aeromys tephromelas
Lo scoiattolo volante nero (Aeromys tephromelas Günther, 1873) è uno scoiattolo volante originario del Sud-est asiatico.

## Tassonomia
Attualmente, gli studiosi riconoscono due sottospecie di scoiattolo volante nero:
- A. t. tephromelas Günther, 1873 (penisola malese e Sumatra);
- A. t. phaeomelas Günther, 1873 (Borneo).

## Descrizione
Il corpo dello scoiattolo volante nero misura 35,5-42,6 cm di lunghezza e la coda è lunga 41–47 cm; pesa circa 900 g. Le regioni superiori, la coda e le guance sono di colore marrone-grigiastro scuro, quasi nero, con screziature più chiare sul dorso; le regioni inferiori sono leggermente più chiare, con ciuffi di pelo sparsi.

## Distribuzione e habitat
Lo scoiattolo volante nero vive nella penisola malese, sull'isola di Penang, a Sumatra e nel Borneo, ma anche nelle province più meridionali della Thailandia. Avvistamenti avvenuti nelle regioni settentrionali di Thailandia e Laos non sono mai stati confermati con certezza. Tuttavia, è da ricordare che gli scoiattoli volanti viventi in quest'area sono ancora piuttosto sconosciuti, quindi gli studiosi non sanno ancora affermare con certezza se gli animali avvistati siano A. tephromelas o esemplari melanici del genere Petaurista.

## Biologia
In Borneo e Malaysia questo scoiattolo volante notturno abita le foreste primarie e secondarie delle colline pedemontane. Vive anche nei giardini, dove trova riparo nelle cavità degli alberi. È una specie piuttosto adattabile.
Si nutre di frutta, noci e di altro materiale vegetale.

## Conservazione
Le notizie inerenti a questa specie sono così poche che la IUCN la inserisce tra quelle a status indeterminato.